# 돋보기 (윈도우)

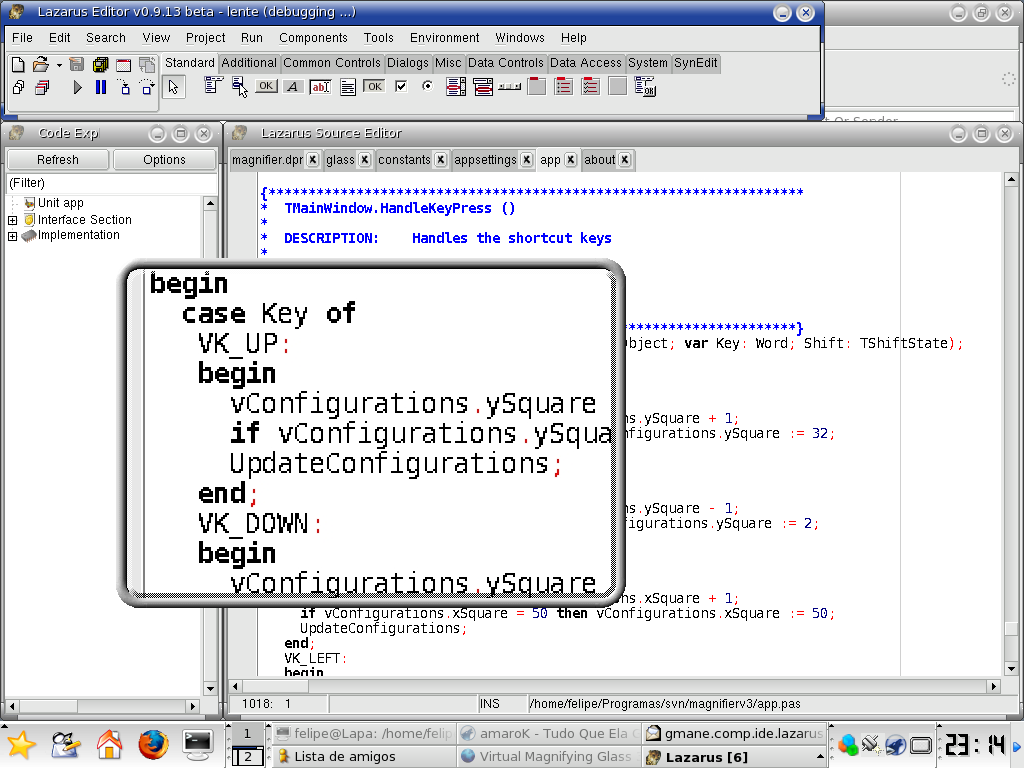

돋보기(Magnifier, 이전 명칭: 마이크로소프트 돋보기/Microsoft Magnifier)는 시각 장애인들이 마이크로소프트 윈도우를 사용할 수 있게 만들어 주는 확대 도구이다. 프로그램이 실행되면 마우스가 위치한 영역이 크게 확대된 표시줄을 화면 맨 위에 띄운다.
윈도우 비스타에서 돋보기 도구는 콘텐츠를 표시할 때 벡터 이미지를 사용하는 윈도우 프레젠테이션 파운데이션(WPF)을 사용한다. 그 결과, 표시되는 확대 영상은 더 선명하고 화소로 깨져 보이지 않는다. 그러나 이것은 윈도우 프레젠테이션 파운데이션 응용 프로그램에만 깨져 보이지 않는 것이지, WPF가 아닌 응용 프로그램들은 여전히 기존 방식을 사용하게 된다. 돋보기는 일반 크기에서 최대 16배까지 확대할 수 있도록 구성되어 있다.

## 참조
1. ↑  Chen-Yung Hsu & Mark M. Uslan (2000년 7월 1일). “When Is a Little Magnification Enough? A Review of Microsoft Magnifier - AccessWorld - July 2000”. Afb.org. 2016년 8월 9일에 원본 문서에서 보존된 문서. 2014년 8월 23일에 확인함.
2. ↑  Veli-Pekka Tätilä. “Magnifier & Narrator Review”. Webbie.org.uk. 2014년 8월 23일에 확인함.
3. ↑  “How to Install and Use Microsoft Magnifier”. Support.microsoft.com. 2007년 1월 27일. 2014년 8월 23일에 확인함.
4. ↑  윈도우 비스타의 돋보기